# L'Étau (film, 1969)
Pour les articles homonymes, voir L'Étau.
Pour plus de détails, voir Fiche technique et Distribution.
L’Étau (Topaz) est un film d'espionnage américain réalisé par Alfred Hitchcock, sorti en 1969.
Les personnages sont notamment joués par Frederick Stafford, Dany Robin, Claude Jade, Michel Subor, Michel Piccoli et Philippe Noiret.
Le film est adapté du roman de Leon Uris, Topaz, qui est à son tour librement inspiré de la véritable affaire Saphir de 1962, qui se nomme aussi l'affaire Martel.

## Synopsis
Au Danemark en 1962, des agents américains organisent l’évasion d’un haut fonctionnaire soviétique, de son épouse et de sa fille. Les Américains veulent obtenir des renseignements sur les activités des Soviétiques à Cuba et apprennent que l'Union soviétique a l'intention d'y livrer des missiles (cela arriva effectivement lors de la crise des missiles de Cuba).
Nordstrom (John Forsythe), un agent de la CIA, retrouve son collègue français, André Devereaux (Frederick Stafford), qui est accompagné de son épouse, Nicole (Dany Robin), de sa fille, Michèle (Claude Jade) et de son gendre, François Picard (Michel Subor), qui sont en voyage de noces. La rencontre familiale à New York est bloquée par l'action d'André et d'un Martiniquais (Roscoe Lee Browne) à l'hôtel, où sont descendus les diplomates cubains qui venaient assister à une session de l'ONU.
Nicole reproche à son mari d'avoir une maîtresse cubaine, Juanita (Karin Dor), qu'il retrouvera à La Havane. Elle est la maîtresse de Rico Parra (John Vernon), collaborateur de Fidel Castro, qui finit par démasquer et tuer Juanita. À son retour, André apprend que certains Français font partie de l'organisation pro-soviétique « Opale » (« Topaz » dans la version originale). Leur chef est surnommé « Colombine », et l'économiste Henri Jarré (Philippe Noiret) en ferait partie.
À son retour à Paris, André est invité à un cocktail chez Jacques Granville (Michel Piccoli), ancien camarade dans la Résistance. André demande à son gendre François d'interroger Jarré. Inquiets de n'avoir plus de nouvelles de François, André et sa fille Michèle se rendent chez Jarré. Ils y trouvent le cadavre de ce dernier, qui s'est apparemment suicidé.
François réapparaît alors. Il avait été enlevé, mais a pu échapper à ses kidnappeurs et rapporte un renseignement crucial : un numéro de téléphone qu'il a entendu pendant sa captivité. Nicole reconnaît ce numéro de téléphone comme étant celui de Granville, et avoue que ce dernier était son amant. « Colombine » , c'était donc lui. Apprenant peu après qu'il est démasqué, Granville se suicide.

## Fiche technique
- Titre : L’Étau
- Titre original : Topaz
- Réalisation : Alfred Hitchcock
- Scénario : Samuel A. Taylor et Leon Uris
- Musique : Maurice Jarre
- Direction de la photographie : Jack Hildyard
- Montage : William H. Ziegler
- Décors : Henry Bumstead
- Costumes : Edith Head
- Production : Alfred Hitchcock
- Société de production : Universal Pictures
- Pays de production :  États-Unis
- Langue originale : anglais
- Format : couleur (Technicolor) - 1,33:1 (tournage Open Matte) / 1,85:1 (sortie en salles) - 35 mm - son mono (Westrex Recording System)
- Genre : Espionnage et thriller
- Durée : 121 minutes[2]
- Certification : tous publics lors de sa sortie
- Dates de sortie :
  - États-Unis : 19 décembre 1969
  - France : 13 mars 1970

## Distribution

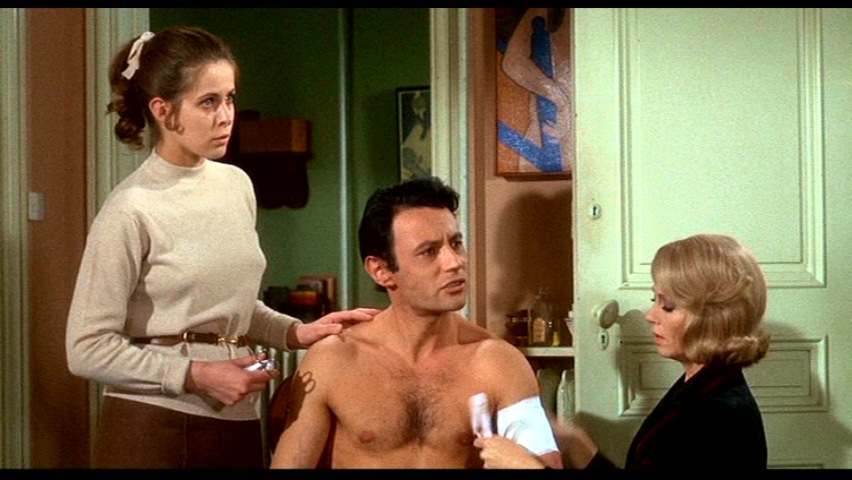
Claude Jade, Michel Subor et Dany Robin dans une scène du film

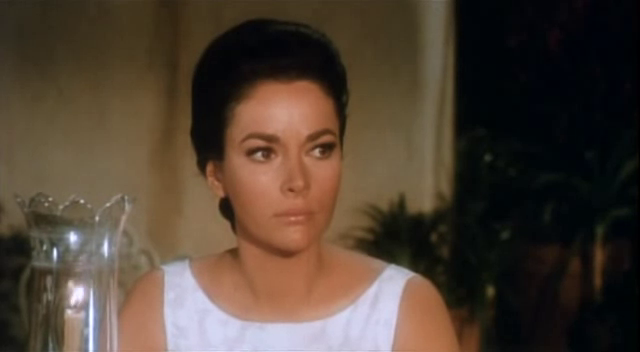
Karin Dor dans une scène du film.

- Frederick Stafford (VF : Jean-Claude Michel) : André Devereaux
- Dany Robin : Nicole Devereaux
- Claude Jade (VF : elle-même) : Michèle Picard
- Michel Subor (VF : lui-même) : François Picard
- Karin Dor (VF : Évelyn Séléna) : Juanita de Cordoba
- John Vernon (VF : Bachir Touré) : Rico Parra
- Michel Piccoli (VF : lui-même) : Jacques Granville
- Philippe Noiret (VF : lui-même) : Henri Jarré
- John Forsythe : Michael Nordstrom
- Roscoe Lee Browne (VF : Albert Augier) : Philippe Dubois
- Per-Axel Arosenius (sv) (VF : Charles Millot) : Boris Kuzenov
- Sonja Kolthoff (sv) : Olga Kuzenova
- Tina Hedström : Tamara Kuzenova
- Edmon Ryan : McKittreck
- George Skaff (VF : Pierre Marteville) : René D'Arcy
- John Van Dreelen : Claude Martin
- Don Randolph (VF : Jean-Henri Chambois) : Luis Uribe
- Roberto Contreras : Munoz
- Carlos Rivas (VF : Gérard Hernandez) : Hernandez
- Roger Til (VF : René Bériard) : Jean Chabrier
- Sandor Szabo : Emile Redon
- Lewis Charles (VF : Gérard Hernandez) : Pablo Mendoza
- Anna Navarro : Carlotta Mendoza
- John Roper : Thomas
- Lew Brown (VF : Claude Joseph) : Blake, un officiel
- Ann Doran : Mme Forsyth (non créditée)

## Autour du film
- Un autre film donne une version bien différente de l'affaire Golitsyne : Le Serpent, d’Henri Verneuil, qui s'inspire du roman Le Treizième suicidé de Pierre Nord[3].
- Pour éviter la confusion avec la pièce et le film de Marcel Pagnol (Topaze), Topaz fut nommé en France L'Étau ; Topaz est, dans le livre comme dans le film en version originale, le nom de l'organisation secrète en France travaillant pour l'Union soviétique, mais elle devient « Opale » dans la version française du film[4].
- Apparition d'Hitchcock : à la 27e minute, poussé dans une chaise roulante à l'aéroport, il se lève, salue un homme et part.
- Le personnage Henri Jarré marche avec une béquille puisque l'acteur Philippe Noiret s'était cassé une jambe quelques semaines avant de commencer à tourner[5]. Selon sa fille, à l’émission « Café Picouly » du vendredi 1er octobre 2010, il aurait eu un accident de cheval et se serait trouvé pris sous l'animal, et Hitchcock aurait attendu qu'il puisse se déplacer avec une canne pour commencer le tournage, plutôt que d'engager un autre acteur.
- Le personnage André Deveraux, interprété par l’acteur autrichien Frederick Stafford, célèbre pour son rôle d’OSS 117, fut inspiré de l’espion français du SDECE Philippe Thyraud de Vosjoli, et le personnage de Jacques Granville fut inspiré par Georges Pâques, ancien directeur de l'IHEDN et directeur adjoint du service de presse de l'OTAN depuis 1962. Le premier fit défection aux États-Unis, et le second fut condamné pour avoir livré des secrets de l'OTAN à l'Union soviétique.
- Curieusement, Georges Pâques fut libéré de prison quelques semaines après la sortie du film en France.
- Il y eut trois fins successives pour ce film. La première est un duel au pistolet dans le stade Charlety à Paris, qui était la fin prévue par le scénario, mais la réaction négative du public lors des projections tests poussa Hitchcock à la couper. Une deuxième fin se passe à l'aéroport d'Orly et montre Granville en train de fuir la France. Pour des raisons peu claires, elle non plus ne fut pas retenue. La troisième fin, assez fugitive, fut choisie lors du montage final[6].
- Fidel Castro et Che Guevara apparaissent dans le film lors d'une réunion en plein air grâce à l'insertion de reportages cinématographiques d'actualité.

## Lieu de tournage
- Jacques Granville habite une maison située à l'extrémité ouest de la rue de Saint-Simon, à Paris.